# Kašubščina
Kašubski jezik (kašubsko kaszëbskô mòwa, tudi kaszëbizna, kaszëbsczi jãzëk, pòmòrsczi jãzëk, kaszëbskò-słowińskô mòwa) govorijo v pokrajini Kašubska (kaš. Kaszëbë, polj. Kaszuby), na Vzhodnem Pomorjanskem (polj. Pomorze) na severu Poljske republike. 
Po mnenju večine jezikoslovcev je poseben jezik, ki spada v zahodno vejo slovanskih jezikov, a je bil kljub temu zaradi političnih razlogov šele pred kratkim priznan kot jezik in ne kot robno narečje poljskega jezika (podobno kakor npr. bavarščina v Nemčiji), relikt prehodnih narečij med poljščino in pomorjanščino.
Danes je kašubščina pomožni uradni jezik v občinah s kašubskogovorečim prebivalstvom, kjer je mogoče tudi opravljati maturo iz kašubščine kot maternega jezika.

## Zgodovina
Kašubščina se je razvila iz praslovanščine.
Knjižno kašubščino so v 19. stoletju razvili pisatelji (Florian Ceynowa, Hieronim Derdowski, Aleksander Majkowski).
Kašubščino skupaj s slovinščino uvrščajo v pomorjanščino.

## Kašubska abeceda
| črka              | A a   | Ą ą   | Ã ã   | B b   | C c   | D d   | E e   | É é   | Ë ë   | F f   | G g   | H h   | I i   | J j | K k | L l | Ł ł |
| izgovorjava (IPA) | ɐ     | õ     | ã     | b     | ʦ     | d     | ɛ     | e     | ə     | f     | g     | x     | ɪ-i   | j   | k   | l   | w   |
|                   |       |       |       |       |       |       |       |       |       |       |       |       |       |     |     |     |     |
| črka              | M m   | N n   | Ń ń   | O o   | Ò ò   | Ó ó   | Ô ô   | P p   | R r   | S s   | T t   | U u   | Ù ù   | W w | Y y | Z z | Ż ż |
| izgovorjava (IPA) | m     | n     | ɲ     | ɔ     | wɛ    | o     | œ/ɒ   | p     | r     | s     | t     | ʊ-u   | ɥi-wy | v   | ɪ-i | z   | ʒ   |
|                   |       |       |       |       |       |       |       |       |       |       |       |       |       |     |     |     |     |
| dvočrkje          | Ch ch | Ch ch | Cz cz | Cz cz | Dz dz | Dz dz | Dż dż | Dż dż | Rz rz | Rz rz | Sz sz | Sz sz |       |     |     |     |     |
| izgovorjava (IPA) | x     | x     | ʧ     | ʧ     | ʣ     | ʣ     | ʤ     | ʤ     | ʒ     | ʒ     | ʃ     | ʃ     |       |     |     |     |     |